# Petridia
Petridia là một chi bướm đêm thuộc phân họ Tortricinae của họ Tortricidae.

## Các loài
- Petridia latypos Diakonoff, 1983